# دوزنده پولچرا
دوزنده پولچرا (نام علمی: Austroaeschna pulchra) نام یک گونه از سرده دوزنده جنوبی است.